# Schwarzer Schnurfüßer
Der Schwarze Schnurfüßer (Tachypodoiulus niger) ist eine europäische Art der Tausendfüßer. Er lebt in Großbritannien, Spanien, Frankreich, Benelux, Deutschland, Schweiz, Österreich und in der Tschechischen Republik.

## Merkmale
Das Tier hat einen zylindrischen glänzend schwarzen Körper mit etwa einhundert deutlich abgesetzt helleren, fast weißen Beinpaaren an 41 bis 56 Rumpfsegmenten. Durch Luftpolster zwischen den überlappenden Teilen der Doppelsegmente können die Tiere manchmal weiß geringelt aussehen. Adulte Tiere sind 15 bis 35 Millimeter (Männchen) bzw. 17 bis 39 Millimeter (Weibchen) lang. Juvenile (noch nicht geschlechtsreife) Tiere sind heller bräunlich gefärbt mit drei dunklen Längsbändern, zwei an den Flanken, eines entlang der Rückenmitte. Sie ähneln dadurch der Art Ommatoiulus sabulosus. Die Art ist erkennbar an der Oberflächenstruktur des Integuments. Der vordere, abgesetzte Abschnitt der Rumpfringe („Prozonit“) ist glatt, mit feinen Querrillen, die im untersten Abschnitt nach hinten umbiegen. Diese sind am besten an den Mittelsegmenten am gekrümmten Tier erkennbar. Der Hinterabschnitt der Rumpfringe (Metazonit) ist gleichmäßig grob längsgefurcht und trägt kurze, aber deutliche Borsten, die etwa die halbe Länge des Metazonits erreichen können. Die Tiere sind auch durch eine dornförmige, schwanzartige Verlängerung am letzten Körperabschnitt („Telson“) ausgezeichnet. Vergleichbare Bildungen treten aber auch bei einer Reihe verwandter Arten auf. Der „Schwanz“ ist beim Schwarzen Schnurfüßer relativ kurz und gerade, nicht nach unten gebogen; er wirkt am Ende stumpf mit einem kleinen, abgesetzten, nach oben gebogenen Zähnchen (durch Beborstung schwer erkennbar).

## Lebenszyklus
Aus den im Frühjahr abgelegten Eiern entwickeln sich im ersten Jahr Jungtiere des vierten bis fünften Stadiums, die überwintern. Im zweiten Winter wird das siebte bzw. achte Stadium erreicht, in dem die Geschlechtsreife eintritt. Normalerweise pflanzen sich die Tiere aber erst im darauf folgenden Frühjahr fort. Sie benötigen also zwei ganze Jahre zur Vollendung des Lebenszyklus. Die Tiere leben nach der ersten Fortpflanzung weiter und durchlaufen auch weitere Häutungen, bei denen sie an Größe zunehmen. Bei den Männchen häutet sich das geschlechtsreife Tier zu einem nicht befruchtungsfähigen Zwischenstadium („Interkalar“) und ist erst mit der folgenden Häutung wieder fortpflanzungsfähig. Das Interkalarstadium ist weniger laufaktiv; häufig dient es als Ruhestadium über den Winter. Nach Rückschlüssen aus dem Lebenszyklus sind die größten gefundenen Tiere vermutlich neun Jahre alt gewesen, tatsächliche Beobachtungen über einen so langen Zeitraum liegen allerdings nicht vor.

## Ökologie und Lebensweise
Der Schwarze Schnurfüßer gilt als euryöke Waldart, das bedeutet, er lebt vor allem in Wäldern, kann aber in unbewaldete Habitate vordringen. Die Art ist recht austrocknungsresistent, bevorzugt aber im Freiland bodenfeuchte Habitate gegenüber trockenen. Die Art ist häufiger auf der Bodenoberfläche zu finden als die meisten verwandten Arten und dringt mitunter sogar an Baumstämmen bis in die Baumkronen vor. Durch dieses Verhalten dringt der Schwarze Schnurfüßer gelegentlich (unbeabsichtigt) in Häuser ein, allerdings wesentlich seltener als Ommatoiulus sabulosus. Als schnellster einheimischer Doppelfüßer erreicht er eine Geschwindigkeit von 24 mm/s. „Tachypodoiulus“ bedeutet so viel wie „schnellfüßiger Julide“. Er lebt im Laub, unter Rinden und auf Moos, wo er sich von Bodenalgen, Detritus und Früchten, wie etwa Himbeeren, ernährt. Das Tier ist vor allem nachts aktiv, im Sommer jedoch auch nachmittags. Wie andere Tausendfüßer rollt sich der Schwarze Schnurfüßer bei Gefahr spiralig ein. Zu den Fressfeinden des Schwarzen Schnurfüßers gehören die Hundertfüßer Lithobius variegatus und der Gemeine Steinläufer (Lithobius forficatus).